# Gephyromantis silvanus
A Gephyromantis silvanus   a kétéltűek (Amphibia) osztályába és  a békák (Anura) rendjébe aranybékafélék (Mantellidae) családjába tartozó faj. 

## Előfordulása
Madagaszkár endemikus faja. A sziget északkeleti részén, a Nosy Mangabe-szigeten és a környező partvidéken, a tengerszinttől 400 m-es tengerszint feletti magasságig, érintetlen esőerdőkben honos.

## Megjelenése
Kis méretű  Gephyromantis faj. a hímek testhossza 31 mm körüli. Lábfejük közepén erősen kiálló dudor ltható. Háti bőre finoman szemcsézett, színe a világosbarnától az olajzöldig terjedhet, hátán két alig látható keresztirányú sávval. Mellső lábain nincs úszóhártya, hátsókon némi úszóhártya figyelhető meg. A hímeknek oldalt sárgás-fekete hanghólyagjuk van.

## Természetvédelmi helyzete
A vörös lista a mérsékelten fenyegetett fajok között tartja nyilván. Fő veszélyt élőhelyének elvesztése jelenti számára a mezőgazdaság, a fakitermelés, a szénégetés, a legeltetés, az inváziv eukaliptuszfajok terjedése és a települések fejlődése következtében. Legalább egy védett területen, a Nosy Mangabe speciális rezervátumban is megtalálható. Bár a Masoala Nemzeti Parkban még nem figyelték meg, valószínűleg itt is előfordul. 